# 9427 Righini
9427 Righini eller 1996 CV7 är en asteroid i huvudbältet som upptäcktes den 14 februari 1996 av de båda italienska astronomerna Ulisse Munari och Maura Tombelli vid Cima Ekar-observatoriet. Den är uppkallad efter italienaren Guglielmo Righini.
Asteroiden har en diameter på ungefär 8 kilometer och den tillhör asteroidgruppen Eos.